# Michiko Yamawaki
Michiko Yamawaki (japanisch 山脇 道子 Yamawaki Michiko, geboren am 13. Juli 1910 in Tsukiji, Bezirk Chūō, gestorben 2000 in Tokio) war eine der vier japanischen Studierenden am Bauhaus in Dessau und später in Berlin in der Ära Ludwig Mies van der Rohe. Sie studierte dort Zeichnen, Weberei und Typographie. Zusammen mit ihrem Ehemann, dem Fotografen und Architekten Iwao Yamawaki (1898–1987), war sie von 1930 bis kurz vor der Schließung 1932 am Bauhaus tätig. Nach ihrer Bauhauszeit war sie Dozentin an der Tokioter Hochschule für Design und Architektur und verbreitete maßgeblich den Bauhausgedanken und seine Ideen in Japan.

## Leben und Wirken
Michiko Yamawaki wurde im 43. Jahr der Regentschaft des Kaisers Meiji geboren und besuchte zunächst eine Frauenschule. Sie war die älteste Tochter der Familie Yamawaki. Vor ihrer Hochzeit hatte sie kaum Erfahrung im Bereich Design und Architektur. Das änderte sich, als sie ans Bauhaus kam. Yamawaki war die Tochter eines reichen Meisters der japanischen Teezeremonie und sollte wie alle japanischen Mädchen jener Klasse in erster Linie eine gute Ehefrau werden. Mit 18 beendete sie ihre Schulzeit an dem Mädchengymnasium und begann mit den Vorbereitungen für ihr Dasein als Braut. So lernte sie Klavierspielen, Haushaltsführung und Kochen. Ihre Heirat im Jahr 1928 mit dem 12 Jahre älteren Iwao Fujita, der den Namen seiner Frau annahm, weil Michiko in ihrer Familie als späteres Oberhaupt vorgesehen war, war arrangiert und durchgeplant. Die Ehe sollte mit einer Weltreise beginnen, die von Japan zunächst in die USA nach Hawaii führte. Über Kalifornien gelangten sie schließlich nach New York. In New York blieben sie zwei Monate. Michiko ließ sich dort gegen den Willen ihrer Mutter ihre langen Haare schneiden und den in den 1920er Jahren modernen Bob frisieren. Sie trug fortan westliche modische Kleidung. Das Passbild ihres Studentenausweises zeigt sie als moderne Frau.
Nach insgesamt 40 Tagen Seereise trafen sie im Sommer 1930 in Berlin ein und planten von dort aus zum Bauhaus Dessau weiter zu fahren. Iwao kannte bereits das Bauhaus und seine Theorien aus Büchern, beispielsweise dem Bauhausbuch von László Moholy-Nagy mit dem Titel „von material zu architektur“ von 1929, das in jener Zeit in Japan gefragt, aber nur selten zu erhalten war. Während Iwaos Bewerbung sofort angenommen wurde, er hatte im Gegensatz zu Michiko bereits ein Hochschulstudium in Architektur abgeschlossen und Berufserfahrung, wurde sie dennoch probeweise für einen Vorkurs Zeichnen bei Josef Albers zugelassen, der ihre Fortschritte bemerkte und sie lobte. Dann belegte sie das Fach „Analytisches Zeichnen“ bei Wassily Kandinsky, Typografie bei Joost Schmidt und Gestaltpsychologie bei Karlfried Graf Dürckheim, der 1930/31 Dozent am Bauhaus war. 1931 erhielt sie die uneingeschränkte Zulassung durch Mies van der Rohe zur Weberklasse von Gunta Stölzl und Anni Albers, aber mit dem Hinweis, dringend ihre Sprachfähigkeiten zu verbessern, damit sie weiterführenden Studien besser folgen könne. Deutsch konnte sie nur wenig, Englisch aber besser. Kandinsky und andere Bauhausmeister widmeten ihr und ihrem Mann nach dem regulären Unterricht oft noch Zeit zur Nacharbeit des Erlernten, teilweise auf Englisch.
1932, kurz vor der erzwungenen Schließung des Bauhauses aus politischen Gründen, entschlossen sich die Yamawakis Deutschland und Europa zu verlassen. Über Großbritannien und die Niederlande, wo sie noch den De-Stijl-Architekten Jacobus Johannes Pieter Oud kennenlernten, reisten sie nach Neapel, und von dort zurück nach Japan. Bei ihrer Heimkehr im Jahr 1932 hatte das Paar viele ihrer Arbeiten und Bauhausbücher, die später ins Japanische übersetzt werden sollten, im Gepäck. Darunter waren Michikos beiden Webstühle, Metallarbeiten von Marianne Brandt, aber auch Möbel von Marcel Breuer und viele Stoffmuster von Otti Berger. In Tokio bezogen sie eine große Wohnung, in der eine Etage dem Bauhaus gewidmet war. Michiko begann eine Karriere als Model und Textildesignerin. 1934 wurde sie als Dozentin an die gerade in Tokio eröffnete Hochschule für Design und Architektur berufen. Doch bald gab sie die Tätigkeit wieder auf, da sie ein Kind erwartete. Auch der Hochschule war angesichts des auch in Japan erwachenden Nationalismus und Militarismus kein langes Leben beschert, sie musste auf Druck des Bildungsministeriums schließen. Nach dem Zweiten Weltkrieg unterrichtete Michiko an der Tokioter Nihon-Universität. 1993 äußerte sich Michiko in einem Interview in Bezug zum Material im Sinne des Bauhauses: „Kopiere nie etwas. Du musst dich selbst erkennen. aber das Allerwichtigste ist die Kenntnis des Materials.“
In ihrer Kindheit und Jugend hatte Michiko Yamawaki keinen Zugang zu westlichem Design und westlicher moderner Architektur und Kunst, sie kannte nur die traditionellen Kunstformen Japans. Allerdings sah sie seit ihrem ersten Kontakt mit der Bauhausidee Gemeinsamkeiten die ihre Arbeiten, Zeichnungen und Entwürfe für Stoffmuster, nachhaltig prägten. In ihren Memoiren schrieb sie 1995 rückblickend: „Die Funktionalität der Werkzeuge für eine Teezeremonie unterscheidet sich kaum von der Bauhaus-Funktionalität, die sich von allen unnützen Gegenständen befreit. Einige Elemente, [...], nachdem alles Überflüssige entfernt wurde, harmonisieren miteinander und zeigen eine Präsenz, die von Beginn an da gewesen zu sein scheint.“ Die Zeichnungen, sie sie bei Kandinsky anfertigte waren abstrakte Kompositionen, die seine Ideen zur Form einer inneren Spannung von Linie, Punkt und Fläche aufnahmen. Ihre Entwürfe für Designstoffe aus der Bauhaus-Weberei waren neuartig, weil sie, beispielsweise inspiriert von Lilly Reich fremdes Material, wie die gerade entstandenen Kunststoffe enthielten und in ihren geometrisch-abstrakten Formen genau dem Bauhausstil entsprachen, aber in gedeckteren Farben. Farbenprächtig ist hingegen ihr Teppich von 1932. Ihre Arbeit A Safety Zone, Ende 1931 als Abschlussarbeit in Dessau gezeigt, ist eine diagonal komponierte Collage aus Fotos mit eingearbeiteten Maschendrahtgeflecht auf schwarzem Grund, das eine Sonderstellung einnimmt und nach Ansicht der Autoren des Buches Frauen am Bauhaus eine „unheimliche Mischung aus Archaischem und Modernem, Gefahr und Sicherheit“ sei.

## Schriften (Auswahl)
- Michiko Yamawaki, Naomichi Kawahata: Bauhausu to chanoyu – バウハウスと茶の湯. Shinchosha, Tokio 1995, ISBN 4-10-404201-3 (japanisch, Das Bauhaus und die Teezeremonie).